# Henryk Wieniawski

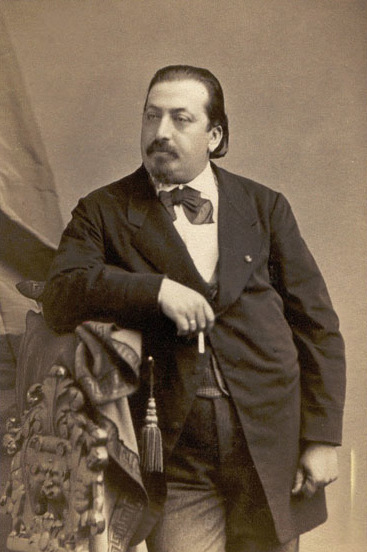
Henryk Wieniawski

Henryk Wieniawski (Lublin, 10 juli 1835 - Moskou, 31 maart 1880) was een Pools componist en violist.
Wieniawski was van Pools-Joodse afkomst. Zijn vader Tobiasz Pietruszka bekeerde zich tot het katholicisme. Wieniawski's talent voor het bespelen van de viool werd vroeg ontdekt en in 1843 ging hij reeds naar het Conservatorium in Parijs. Nadat hij geslaagd was, ging Wieniawski op tournee waarbij hij veel recitals gaf. Hij werd vaak begeleid door zijn broer Józef, die piano speelde. In 1847 publiceerde Wieniawski zijn eerste werk, de Grand Caprice Fantastique. 
Op uitnodiging van Anton Rubinstein verhuisde Wieniawski naar Sint-Petersburg waar hij woonde van 1860 tot 1872. Hier onderwees hij vele vioolstudenten, leidde hij het orkest en speelde mee in het strijkkwartet van het 'Russisch Muzikaal Genootschap'. Van 1872 tot 1874 toerde Wieniawski door de Verenigde Staten met Rubinstein. In 1875 verving hij Henri Vieuxtemps als docent viool aan het conservatorium van Brussel.
In Brussel ging Wieniawski's gezondheid sterk achteruit, waardoor hij vaak genoodzaakt was om midden in een concert te stoppen met spelen. Hij gaf een afscheidsconcert in Odessa in april 1879. Een jaar later overleed hij aan een hartaanval in Moskou. Zijn lichaam werd bijgezet op de Powązki begraafplaats te Warschau.

## Werken

### Gepubliceerde werken
- Grand Caprice Fantastique, opus 1
- Allegro de Sonate, opus 2
- Souvenir de Posen, Mazurka, opus 3
- Polonaise de Concert nr. 1, opus 4
- Adagio Élegiaque, opus 5
- Souvenir de Moscou, deux airs russes, voor viool en piano, opus 6
- Capriccio-Valse, opus 7
- Grand Duo Polonaise voor viool en piano, opus 8
- Romance sans Paroles et Rondo Élégant, opus 9
- L'École Moderne, 10 Études-Caprices voor solo viool, opus 10
- Le Carnaval Russe, improvisaties en variaties, opus 11
- 2 Mazurkas de Salon, opus 12
- Fantaisie Pastorale, opus 13
- Concerto nr. 1 in fis mineur, opus 14
- Théme original varié, opus 15
- Scherzo-Tarantelle, opus 16
- Légende, opus 17
- Études-Caprices Na Dwoje Skrzypiec, opus 18
- 2 Mazurkas, Obertasse et Le Menetrier, opus. 19
- Fantaisie Brillante sur Gounod's "Faust", opus 20
- Polonaise Brillante, opus 21
- Vioolconcert nr. 2 in d mineur, opus 22
- Gigue in e mineur, opus 23
- Fantaisie Orientale, opus 24

- Bibsys: 1024577
- Biblioteca Nacional de España: XX1169425
- Bibliothèque nationale de France: cb139011479 (data)
- CiNii: DA07229688
- Gemeinsame Normdatei: 119351641
- International Standard Name Identifier: 0000 0001 1060 0294
- Library of Congress Control Number: n80028496
- Nationale Bibliotheek van Letland: 000064944
- MusicBrainz: a65d57ec-36a7-49ad-b99d-79f01cd45478
- Bibliotheek van het Japanse parlement: 00902586
- Nationale Bibliotheek van Tsjechië: jn19990009117
- Nationale bibliotheek van Australië: 36176867
- Nationale Bibliotheek van Israël: 987007269709905171
- Nationale Bibliotheek van Polen: a0000001179462
- Nationale en Universitaire bibliotheek Zagreb: 000660257
- Nederlandse Thesaurus van Auteursnamen: 07097179X
- Réseau des bibliothèques de Suisse occidentale: 02-A003974026
- Istituto Centrale per il Catalogo Unico: UBOV536222
- SNAC: w6dn49xf
- Système universitaire de documentation: 127655506
- Trove: 1224543
- Virtual International Authority File: 44486770
- WorldCat: E39PBJd3MqQGytwChv88m3cVmd